# HD 102438
HD 102438，又名CD-29 9337，SAO 202811、HR 4525，是一颗恒星，视星等为6.48，位于銀經286.84，銀緯30.58，其B1900.0坐标为赤經11h 42m 15.6s，赤緯-29° 30.58′ 28″。